# Mücahit Ceylan
Mücahit Ceylan (* 13. September 1991 in Verviers) ist ein belgisch-türkischer Fußballspieler.

## Karriere
Ceylan begann seine Profikarriere 2010 beim CS Visé. Im Frühjahr 2012 entschied er sich seine Karriere in der Türkei fortzusetzen und heuerte ohne Vertrag beim Zweitligisten Giresunspor an. Im folgenden Sommer kehrte er wieder nach Belgien zurück und spielte zwei Jahre für RCS Verviétois. Im Sommer 2014 nahm er beim türkischen Erstligisten Gaziantepspor am vorsaisonalen Vorbereitungscamp teil und absolvierte während des Camps eine Probezeit. Nachdem er hier den Cheftrainer Okan Buruk nicht überzeugen konnte, wurde er für die anstehende Saison vom Zweitligisten Samsunspor verpflichtet. Dort kam er allerdings nur im nationalen Pokal und der 2. Mannschaft zum Einsatz. Zur Saison 2015/16 wechselte er zum Istanbuler Drittligisten Sarıyer SK. Ein Jahr später ging er zurück nach Belgien und unterschrieb einen Vertrag beim unterklassigen Verein RRC Hamoir. Dort war Ceylan bis zum Sommer 2023 aktiv und wechselte dann weiter zum Viertligisten Stade Verviétois.